# Каштанка (фільм)
«Каштанка» — радянський художній телефільм 1975 року, знятий Кіностудією ім. О. Довженка.

## Сюжет
Екранізація відомого однойменного оповідання А. П. Чехова про подорожі та пригоди заблукалого собаки.

## У ролях
- Олег Табаков — месьє Жорж, клоун
- Лев Дуров — Лука Олександрович, столяр
- В'ячеслав Борисов — Федюшка, син столяра
- Валентин Грудінін — епізод
- Юрій Дубровін — чоловік
- Зоя Недбай — Марія
- Віктор Панченко — епізод
- Віктор Степаненко — епізод
- Сергій Шварцзойд — епізод

## Знімальна група
- Режисер-постановник: Роман Балаян
- Сценарист:Віктор Говяда
- Оператор-постановник: Олександр Ітигілов
- Художник-постановник: Давид Боровський
- Композитор — Володимир Губа
- Оператор: Аркадій Першин; комбін. зйомки — Микола Шабаєв
  - Асистенти оператора — А. Червець, Майя Степанова
- Звукооператор: А. Кузьмін
- Режисери: Г. Грінберг, Олексій Мороз
- Редактор: Юрій Морозов
- Режисер монтажу: Алла Голубенко
- Художники: по костюмах — Н. Браун; по гриму — А. Мельник, декоратор — Віталій Волинський
- Дресирувальники: Людмила і Андрій Коміссарови
- Директори картини: Алла Титова, Н. Атаманенко